# Telegeusis chamelensis
Telegeusis chamelensis är en skalbaggsart som beskrevs av Zaragoza Caballero 1975. Telegeusis chamelensis ingår i släktet Telegeusis och familjen Telegeusidae. Inga underarter finns listade i Catalogue of Life.